# 高間来瞳
高間 来瞳（たかま くるみ、1999年8月24日 - ）は、日本の女子バレーボール選手である。

## 来歴
愛知県岡崎市出身。両親の影響で小学4年生からバレーボールを始める。
岡崎学園高等学校（現・人間環境大学附属岡崎高等学校）を経て、2018年、筑波大学に進学。1年時からレギュラーになり、東日本大学選手権大会（東日本インカレ）と全日本大学選手権大会（全日本インカレ）で優勝。2019年、東日本インカレでは3位になるが、サーブ賞を受賞。全日本インカレは連覇を果たす。2021年、秋季関東大学1部リーグで全勝優勝に貢献し、自身も最優秀選手賞を受賞した。
2021/22シーズン、V.LEAGUE DIVISION1 WOMEN（V1女子）に所属する日立Astemoリヴァーレの内定選手となった。内定選手としてV1女子の試合に出場し、Vリーグデビューを果たした。
2022年、大学卒業後に、日立Astemoリヴァーレに入団した。
2023年、FISUワールドユニバーシティゲームズ（2021成都）のユニバーシアード日本代表に選出。銀メダルを獲得した。

## 球歴
- ユニバーシアード日本代表 - 2023年

## 所属チーム
- 岡崎学園高等学校（2015-2018年）
- 筑波大学（2018-2022年）
- 日立Astemoリヴァーレ/Astemoリヴァーレ茨城（2022年-）

## 受賞歴
- 2019年 - 東日本大学選手権大会 サーブ賞
- 2021年 - 秋季関東大学1部リーグ 最優秀選手賞